# Riscos de Petróleo
O seguro de Riscos de Petróleo garante cobertura para bens, equipamentos e responsabilidade civil, decorrente dos riscos ligados às operações de prospecção, perfuração e produção de petróleo e/ou gás, em terra ("on shore") e no mar ("off shore").
Entre estes variados riscos, destacam-se:
- Danos materiais causados a torres, plataformas, navios, sondas e seus equipamentos, quer no desenvolvimento das próprias operações quer decorrentes de fenômenos da natureza;
- Danos decorrentes da construção, reparos ou manutenção de torres, plataformas, navios, sondas e seus equipamentos;
- Danos materiais ou perda de receita causados pela eclosão de situações de guerra ou greves durante a vigência da apólice;
- Despesas operacionais decorrentes de um evento coberto que, em princípio, estão fora da atividade normal do segurado, como por exemplo, as despesas para controle de um poço de petróleo, para a evacuação de uma área, o fechamento deliberado de um poço, e outros;
- Responsabilidade Civil por danos causados a terceiros, decorrentes das operações.

## Legislação
No Brasil, esta modalidade de seguro e é regulada pela Circular SUSEP n° 470, de julho de 2013, que dispõe sobre os Seguros de Riscos de Petróleo e as suas condições aplicáveis.

## Clausulados aplicáveis
Entre os clausulados mais comumente aplicáveis a este ramo de seguros encontram-se os do Lloyd de Londres. Como exemplo, citam-se:
- London Offshore Construction and Installation Clause – garante cobertura para os riscos de construção, carregamento, amarração, reboque, instalação e manutenção de plataformas fixas de produção de petróleo;
- London Standard Drilling Barge Form (All Risks) – garante cobertura para as operações marítimas das unidades móveis de perfuração de petróleo de tipo auto-elevável e semi-submersível, assim como aos equipamentos que operem a bordo das ditas unidades;
- London Standard Plataform Drilling Rig Form – garante cobertura para as sondas marítimas de petróleo;
- London Standard Plataform Form – garante cobertura para plataformas fixas de produção de petróleo.

## Outros riscos
Os riscos representados pela existência e operação de refinarias, em geral empresas de grande porte, são cobertos através de apólices de Riscos Operacionais que proporcionam coberturas do tipo "all risks".
Os riscos representados por danos ao meio-ambiente são cobertos em modalidade própria de Riscos Ambientais.